# Stacy (Minnesota)
Stacy è una città degli Stati Uniti d'America, situata in Minnesota, nella contea di Chisago.